# Acordul româno-italian, 1915
Acordul româno-italian din 1915 este un agrement secret încheiat între guvernele român și italian având ca obiect principal coordonarea pozițiilor naționale  și oferirea de asistență mutuală în caz de agresiune neprovocată din partea Austro-Ungariei, pe timpul Primului Război Mondial. Acordul a fost semnat la 24 ianuarie/6 februarie 1915 la București de către Ion I.C. Brătianu, președintele Consiliului de Miniștri al României și baronul Carlo Fasciotti, ambasadorul Italiei la București.

## Prevederi
Documentul era o completare a acordului bilateral din 1914. El prevedea intrarea simultană în război în caz de agresiune neprovocată din partea Austro-Ungariei asupra uneia dintre părți, precum și un mecanism de consultări și notificări reciproce.
Tratatul avea o valabilitate de patru luni de la data semnării, părțile obligându-se totodată să țină un secret absolut asupra existenței și conținutului acordului.:p. 340